# Secretaría de Economía (México)
La Secretaría de Economía (SE) es una de las veintiún secretarías de Estado que, junto con la Consejería Jurídica del Ejecutivo Federal y la Agencia de Transformación Digital y Telecomunicaciones, conforman el gabinete legal del presidente de México. Es el despacho del poder ejecutivo federal encargado de la administración, regulación y fomento de la industria, el comercio y la prestación de servicios.
Su objetivo es diseñar, planear, ejecutar y coordinar las políticas públicas en materia de desarrollo económico. Lo anterior incluye establecer, vigilar y regular los precios en productos y servicios del sector privado; inspeccionar el cumplimiento de leyes y normatividades en la comercialización de productos y servicios; colaborar con la Secretaría de Hacienda y Crédito Público en la fijación de impuestos y aranceles a las actividades comerciales e industriales; operar la Procuraduría Federal del Consumidor para proteger los derechos de los consumidores con sus proveedores; establecer y normar las bases de datos de la propiedad industrial y mercantil; administrar el buen uso de la Norma Oficial Mexicana y el Sistema Internacional de Unidades; y en coordinación con la Secretaría de Bienestar, fomentar el desarrollo económico a partir de formas de organización colectiva en comunidades rurales o de alta marginación urbana.

## Logotipos

Logotipo durante la presidencia de Felipe Calderón (2006-2012)
Logotipo durante la presidencia de Enrique Peña Nieto (2012-2018)
Logotipo durante la presidencia de Andrés Manuel López Obrador (2018-2024)
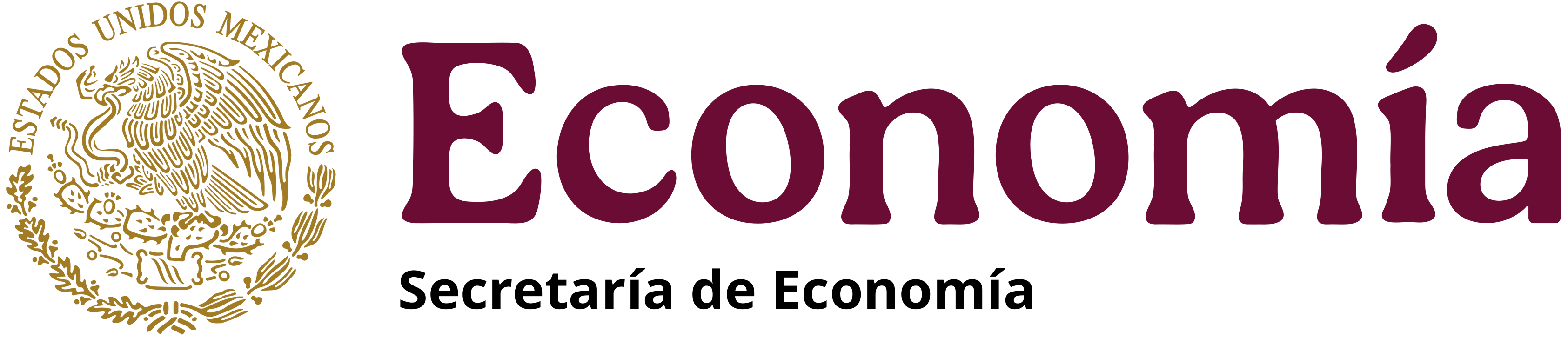
Logotipo durante la presidencia de Claudia Sheinbaum (desde 2024)

## Funciones
Tal y como se ha fijado en la Ley Orgánica de la Administración Pública Federal en su  Artículo 34 le corresponde el despacho de las siguientes funciones:

- Formular y conducir las políticas generales de industria, comercio exterior, interior, abasto y precios del país; con excepción de los precios de bienes y servicios de la Administración Pública Federal;
- Regular, promover y vigilar la comercialización, distribución y consumo de los bienes y servicios
- Establecer la Política de industrialización, distribución y consumo de los productos agrícolas, ganaderos, forestales, minerales y pesqueros, en coordinación con las dependencias competentes
- Fomentar, en coordinación con la Secretaría de Relaciones Exteriores en el ámbito de su competencia, la política de comercio exterior y atracción de inversión extranjera
- Estudiar, proyectar y determinar los aranceles escuchando la opinión de la Secretaría de Hacienda y Crédito Público; estudiar y determinar las restricciones para los artículos de importación y exportación, y participar con la mencionada Secretaría en la fijación de los criterios generales para el establecimiento de los estímulos al comercio exterior
- Estudiar y determinar mediante reglas generales, conforme a los montos globales establecidos por la Secretaría de Hacienda y Crédito Público, los estímulos fiscales necesarios para el fomento industrial, el comercio interior y exterior y el abasto, incluyendo los subsidios sobre impuestos de importación, y administrar su aplicación, así como vigilar y evaluar sus resultados
- Establecer las tarifas para la prestación de aquellos servicios de interés público que considere necesarios, con la exclusión de los precios y tarifas de los bienes y servicios de la Administración Pública Federal; y definir el uso preferente que deba darse a determinadas mercancías
- Regular, orientar y estimular las medidas de protección al consumidor
- Participar con las Secretarías de Bienestar, de Agricultura y Desarrollo Rural y de Medio Ambiente y Recursos Naturales, en la distribución y comercialización de productos y el abastecimiento de los consumos básicos de la población; así como el fomento a la cadena de valor productiva agroalimentaria
- Coordinar y ejecutar la política nacional para crear y apoyar empresas que asocien a grupos de escasos recursos en áreas urbanas a través de las acciones de planeación, programación, concertación, coordinación, evaluación; de aplicación, recuperación y revolvencia de recursos para ser destinados a los mismos fines; así como de asistencia técnica y de otros medios que se requieran para ese propósito, previa calificación, con la intervención de las dependencias y entidades de la Administración Pública Federal correspondientes y de los gobiernos estatales y municipales, y con la participación de los sectores social y privado
- Coordinar y dirigir con la colaboración de la Secretaría de Agricultura y Desarrollo Rural, el Sistema Nacional para el Abasto, con el fin de asegurar la adecuada distribución y comercialización de productos y el abastecimiento de los consumos básicos de la población
- Normar y registrar la propiedad industrial y mercantil; así como regular y orientar la inversión extranjera y la transferencia de tecnología
- Autorizar el uso o modificación de denominación o razón social de sociedades mercantiles o civiles
- Establecer y vigilar las normas de calidad, pesas y medidas necesarias para la actividad comercial; así como las normas y especificaciones industriales;
- Regular y vigilar, de conformidad con las disposiciones aplicables, la prestación del servicio registral mercantil a nivel federal, así como promover y apoyar el adecuado funcionamiento de los registros públicos locales;
- Fomentar el desarrollo del pequeño comercio rural y urbano, así como promover el desarrollo de lonjas, centros y sistemas comerciales de carácter regional o nacional en coordinación con la Secretaría de Agricultura y Desarrollo Rural
- Impulsar, en coordinación con las dependencias o entidades de la Administración Pública Federal que tengan relación con las actividades específicas de que se trate, la producción de aquellos bienes y servicios que se consideren necesarios para garantizar el abasto y el funcionamiento eficiente de los mercados
- Organizar y patrocinar exposiciones, ferias y congresos de carácter industrial y comercial
- Organizar la distribución y consumo a fin de evitar el acaparamiento y que las intermediaciones innecesarias o excesivas provoquen el encarecimiento de los productos y servicios
- Regular la producción industrial con exclusión de la que esté asignada a otras dependencias
- Asesorar a la iniciativa privada en el establecimiento de nuevas industrias en el de las empresas que se dediquen a la exportación de manufacturas nacionales
- Fomentar, regular y promover el desarrollo de la industria de transformación y definir las estrategias para el fomento industrial de cadenas productivas locales y para el fomento de la inversión directa en la industria eléctrica
- Fomentar, estimular y organizar la producción económica del artesanado, de las artes populares y de las industrias familiares
- Promover, orientar, fomentar y estimular la industria nacional
- Promover, orientar, fomentar y estimular el desarrollo de la micro, pequeña y mediana empresa y la microindustria y actividad artesanal, así como regular la organización de productores industriales
- Organizar, unificar e implementar el sistema informático que establecerá expedientes electrónicos empresariales con la finalidad de simplificar los trámites que los interesados realizan ante la administración pública federal centralizada y paraestatal, en coordinación con la Agencia de Transformación Digital y Telecomunicaciones;;
- Promover y, en su caso, organizar, en coordinación con la Secretaría de Ciencia, Humanidades, Tecnología e Innovación, la investigación técnico-industrial;
- Formular y conducir la política nacional en materia minera, así como promover en zonas de producción minera la construcción de obras de infraestructura social, en coordinación con los gobiernos estatales, municipales y con la participación de los pueblos y comunidades indígenas, así como de los sectores social y privado, de acuerdo con el artículo 32, fracción XIII de esta ley
- Fomentar el aprovechamiento de los recursos minerales y llevar el catastro minero, y regular la explotación de salinas ubicadas en terrenos de propiedad nacional y en las formadas directamente por las aguas del mar
- Otorgar contratos, concesiones, asignaciones, permisos, autorizaciones y asignaciones en materia minera, en los términos de la legislación correspondiente
- Impulsar la reubicación de la industria de zonas urbanas con graves problemas demográficos y ambientales en coordinación con las autoridades competentes, así como con las entidades federativas, para que se facilite su traslado con infraestructura industrial
- Determinar y operar el sistema electrónico en el que deberán realizarse las publicaciones que establezcan las leyes mercantiles;
- Establecer, junto con la Secretaría de Energía, la política nacional de fomento a las compras de proveedores nacionales en los sectores de hidrocarburos y electricidad
- Las demás que le atribuyan expresamente las leyes y reglamentos.

## Organigrama
Para llevar a cabo dichas funciones, la SE cuenta con las siguientes unidades:
- Secretaría de Economía
  - Unidad de Administración y Finanzas
  - Unidad de Apoyo Jurídico
  - Unidad de Prospectiva, Planeación y Evaluación
  - Oficina de Comunicación Social
  - Oficina de Enlace Legislativo
  - Oficinas de Representación en las entidades federativas
  - Subsecretaría de Industria, Comercio y Competitividad
    - Unidad de Contenido Nacional y Fomento de Cadenas Productivas e Inversión en el Sector Energético
    - Unidad de Competitividad y Competencia
    - Unidad de Desarrollo Productivo
    - Unidad de Prácticas Comerciales Internacionales
    - Dirección General de Facilitación Comercial y de Comercio Exterior
    - Dirección General de Industrias Ligeras
    - Dirección General de Industrias Pesadas y de Alta Tecnología
    - Dirección General de Innovación, Servicios y Comercio Interior
    - Dirección General de Normas

  - Subsecretaría de Comercio Exterior
    - Unidad de Inteligencia Económica Global
    - Unidad de Negociaciones Comerciales Internacionales
    - Dirección General de Acceso a Mercados de Bienes
    - Dirección General de Consultoría Jurídica de Comercio Internacional
    - Dirección General de Planeación y Estrategias de Negociación
    - Dirección General de Seguimiento, Administración y Supervisión del Cumplimiento de Tratados Comerciales

  - Subsecretaría de Minería
    - Dirección General de Desarrollo Minero
    - Dirección General del Fondo para el Desarrollo de Zonas de Producción Minera
    - Dirección General de Minas

### Órganos desconcentrados
- Comisión Nacional de Mejora Regulatoria (CONAMER)

### Órganos descentralizados sectorizados a la Secretaría de Economía
- Centro Nacional de Metrología (Cenam)
- Fideicomiso de Fomento Minero (Fifomi)
- Instituto Mexicano de la Propiedad Industrial (IMPI)
- Procuraduría Federal del Consumidor (Profeco)
- Servicio Geológico Mexicano (SGM)
- Sistema de Información Empresarial Mexicano (SIEM)

### Empresa de Participación Estatal Mayoritaria
- Exportadora de Sal (Essa)

## Lista de secretarios

### Secretaría de Fomento
- Gobierno de Manuel González (1880 - 1884)
  - (1880 - 1881): Porfirio Díaz
  - (1881 - 1884): Carlos Pacheco Villalobos

- Gobierno de Porfirio Díaz (segundo periodo 1884 - 1911)
  - (1887 - 1891): Carlos Pacheco Villalobos
  - (1891 - 1900): Manuel Fernández Leal
  - (1901 - 1903): Leandro Fernández Imas
  - (1903 - 1905): Manuel González de Cosío
  - (1905 - 1907): Blas Escontría y Bustamante
  - (1907 - 1911): Olegario Molina
  - (1911): Manuel Marroquín y Rivera

### Secretaría de Industria, Comercio y Trabajo
- Gobierno de Venustiano Carranza (1917 - 1920)
  - (1917 - 1919): Alberto J. Pani
  - (1919): León Salinas
  - (1919 - 1920): Plutarco Elías Calles
  - (1920): León Salinas

- Gobierno de Adolfo de la Huerta (1920)
  - (1920): Jacinto B. Treviño

- Gobierno de Álvaro Obregón (1920 - 1924)
  - (1920 - 1922): Rafael Zubarán Capmany
  - (1922 - 1923): Miguel Alessio Robles
  - (1923 - 1924): Manuel Pérez Treviño

- Gobierno de Plutarco Elías Calles (1924 - 1928)
  - (1924 - 1928): Luis N. Morones
  - (1928): Eduardo Buitrón
  - (1928): José Manuel Puig Casauranc

- Gobierno de Emilio Portes Gil (1928 - 1930)
  - (1928): José Manuel Puig Casauranc
  - (1929 - 1930): Ramón P. de Negri

- Gobierno de Pascual Ortiz Rubio (1930 - 1932)
  - (1930): Luis L. León
  - (1930 - 1932): Aarón Sáenz
  - (1932): Abelardo L. Rodríguez
  - (1932): Primo Villa Michel

### Secretaría de la Economía Nacional
- Gobierno de Abelardo L. Rodríguez (1932 - 1934)
  - (1932 - 1934): Primo Villa Michel

- Gobierno de Lázaro Cárdenas del Río (1934 - 1940)
  - (1934 - 1935): Francisco José Múgica
  - (1935 - 1938): Rafael Sánchez Tapia
  - (1938 - 1940): Efraín Buenrostro Ochoa

- Gobierno de Manuel Ávila Camacho (1940 - 1946)
  - (1940 - 1944): Francisco Javier Gaxiola Zendejas
  - (1944 - 1946): Gustavo P. Serrano

### Secretaría de Economía
- Gobierno de Miguel Alemán Valdés (1946 - 1952)
  - (1946 - 1948): Antonio Ruiz Galindo
  - (1948 - 1952): Antonio Martínez Báez

- Gobierno de Adolfo Ruiz Cortines (1952 - 1958)
  - (1952 - 1958): Gilberto Loyo González

### Secretaría de Industria y Comercio
- Gobierno de Adolfo López Mateos (1958 - 1964)
  - (1958 - 1964): Raúl Salinas Lozano

- Gobierno de Gustavo Díaz Ordaz (1964 - 1970)
  - (1964 - 1970): Octaviano Campos Salas

- Gobierno de Luis Echeverría Álvarez (1970 - 1976)
  - (1970 - 1974): Carlos Torres Manzo
  - (1974 - 1976): José Campillo Sainz

### Secretaría de Comercio
- Gobierno de José López Portillo (1976 - 1982)
  - (1976 - 1977): Fernando Solana Morales
  - (1977 - 1982): Jorge de la Vega Domínguez

### Secretaría de Comercio y Fomento Industrial
- Gobierno de Miguel de la Madrid Hurtado (1982 - 1988)
  - (1982 - 1988): Héctor Hernández Cervantes

- Gobierno de Carlos Salinas de Gortari (1988 - 1994)
  - (1988 - 1994): Jaime Serra Puche

- Gobierno de Ernesto Zedillo Ponce de León (1994 - 2000)
  - (1994 - 2000): Herminio Blanco Mendoza

### Secretaría de Economía
- Gobierno de Vicente Fox Quesada (2000 - 2006)
  - (2000 - 2003): Luis Ernesto Derbez
  - (2003 - 2005): Fernando Canales Clariond
  - (2005 - 2006): Sergio García de Alba

- Gobierno de Felipe Calderón Hinojosa (2006 - 2012)
  - (2006 - 2008): Eduardo Sojo Garza-Aldape
  - (2008 - 2010): Gerardo Ruiz Mateos
  - (2010 - 2012): Bruno Ferrari García de Alba

- Gobierno de Enrique Peña Nieto (2012 - 2018)
  - (2012 - 2018): Ildefonso Guajardo Villarreal

- Gobierno de Andrés Manuel López Obrador (2018 - 2024)
  - (2018 - 2020): Graciela Márquez Colín
  - (2021 - 2022): Tatiana Clouthier Carrillo
  - (2022 - 2024): Raquel Buenrostro Sánchez

- Gobierno de Claudia Sheinbaum Pardo (2024 - 2030)
  - (2024 - actual): Marcelo Ebrard Casaubón